# 地下水汚染

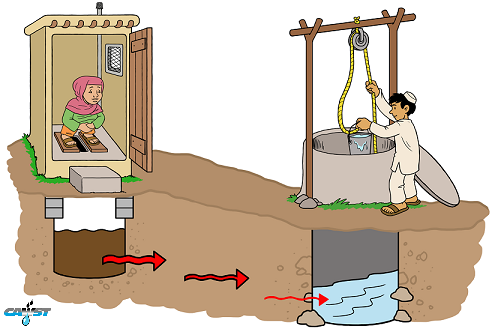
地下水汚染のイラスト

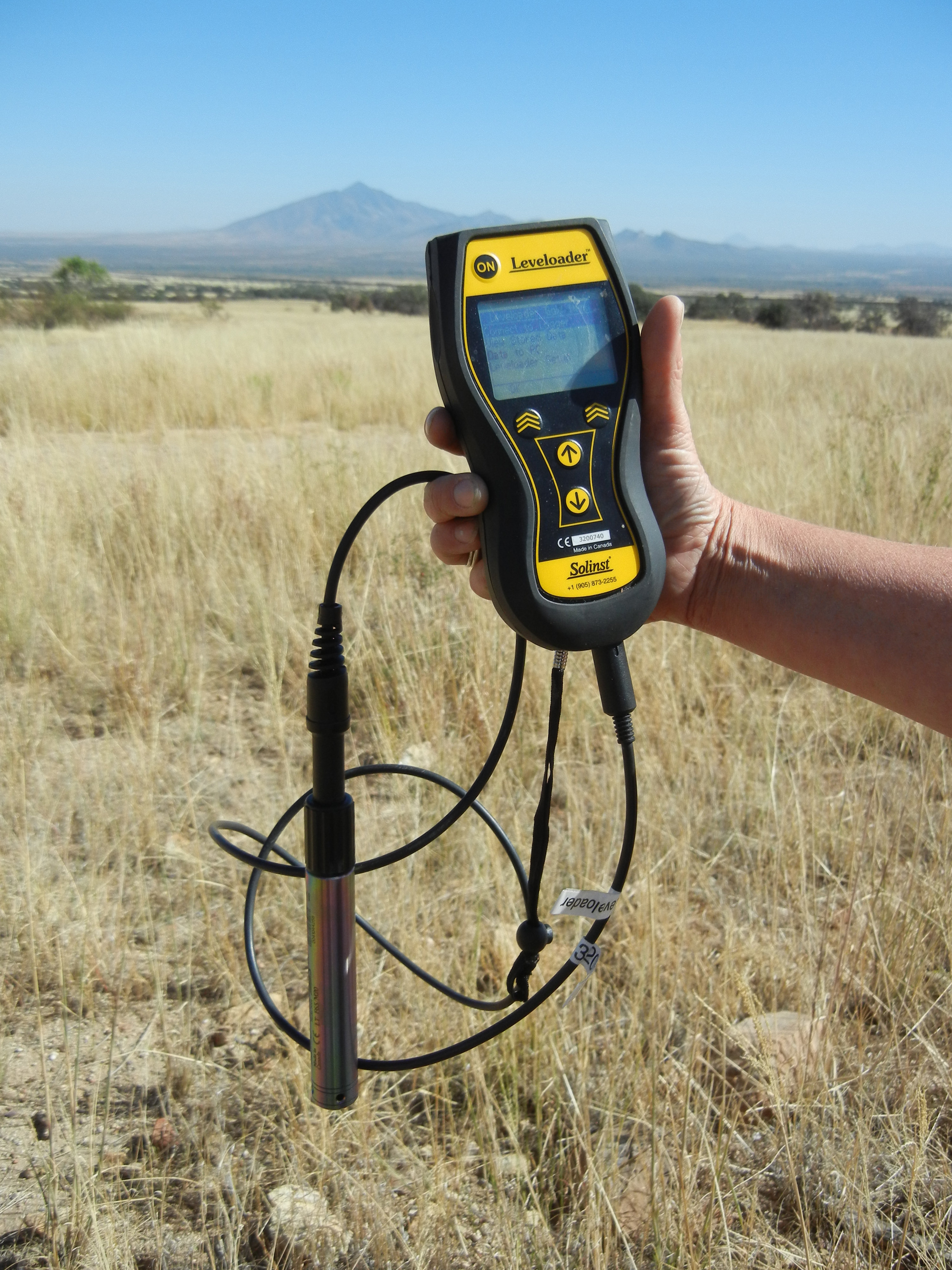
地下水モニタリングデバイス

地下水汚染（ちかすいおせん、英：Groundwater_pollution）とは、地下水中に重金属・有機溶剤・農薬・油などの各種の物質や細菌などが、自然環境や人の健康・生活へ影響を与える程度に含まれている状態をいう。公害の一つ。
地下水へ混入した原因は、人為・自然を問わない。また混入している物質は、有害/無害を問わない。
なお表流水や陸水（河川や湖沼）の同様の現象は、水質汚濁と言う。

## 地下水汚染の捉え方
- 周辺の自然や人へ影響がない程度に地下水に各種物質が含有している状態については、地下水汚染とは言わない。また人が資源として利用する温泉などの有用物質を含む状態（たとえそれが有害物質であったとしても）は、汚染とは言わない。
- 地下水汚染は、地下水の環境基準値を超過する状態の事と考えられがちだが、環境基準は「人の健康の保護および生活環境の保全のための目標」であること、対象物質が限られていることから、環境基準値超過状態は、あくまでも一面を捉えているのみであることに注意が必要である。

## 汚染源の地域性
- 局所的汚染源（ポイントソース(point_source)）
  - 汚染源（汚染を発生させる原因場所）が特定の局所的な地域や箇所である汚染源の事を、ポイントソースと言う。例えば工場を汚染源とするような現象であり、その汚染源対策は局所的に工場の地域に対して行う。
- 広域的汚染源（ノンポイントソース）
  - 日本では2006年12月21日に環境省が2005年度地下水質測定結果を公表。調査対象4,122本の井戸のうち、174本で地下水中の硝酸性窒素濃度（亜硝酸性窒素含む）が環境基準（10mg/L）を超過した。この超過率4.2%は、カドミウムや鉛などの他の調査項目と比べて最も高い。硝酸性窒素による地下水汚染は、肥料の過剰投与や家畜ふん尿などの帯水層への浸透が原因と考えられている。窒素肥料を施肥した地域全域が地下水の汚染源となっているように、広い地域が地下水の汚染源となっている事を、ノンポイントソースと言う。ノンポイントソース汚染源対策は、汚染源が広域であるため、汚染源に対する直接の対策が困難であることや、汚染原因者負担の法則（汚染者負担原則）の厳格な適用が困難という性質がある。
  - 下水管の老朽化による線状の汚染下水の地下浸透や、水路や都市河川の汚染底質を透過した汚染水が地下水に浸透することも、このノンポイントソースによる汚染ともいえる。

## 地下水汚染の原因
地下水汚染の原因は、工場・事業場等からの有害物質の漏出から地下浸透等や埋立て処分、不法投棄等による公害に起因するものであるが、農業に起因するものや、自然由来のもの等もある。
地下水汚染の原因として、日本で環境基準に定められている物質は下記のとおり全部で28種類あり、同国の水質汚濁防止法に基づき、有害物質として制定されている。（環境省「地下水汚染のメカニズムと汚染事例」より）
|    | 有害物質 | 土壌污染対策法の分類 |
| -- | --- | -------------------- |
| 1  | カドミウム及びその化合物 | 第二種               |
| 2  | シアン化合物 | 第二種               |
| 3  | 有機化合物(ただしジエチルバラニトロフエニルチオホスフエイト(別名パラチオン)ジメチルパラニトロフエニルチオホスフエイト(別名メチルパラチオン)、ジメチルエチルメルカプトエチルチオホスフエイト(別名メチルジメトン)及びエチルバラニトロフエニルチオノベンゼンホスホネイト(別名EPN)に限る。) | 第三種               |
| 4  | 鉛及びその化合物 | 第二種               |
| 5  | 六価クロム化合物 | 第二種               |
| 6  | 砒素及びその化合物 | 第二種               |
| 7  | 水銀及びアルキル水銀その他の水銀化合物 | 第二種               |
| 8  | ポリ塩化ビフェニル | 第三種               |
| 9  | トリクロロエチレン | 第一種               |
| 10 | テトラクロロエチレン | 第一種               |
| 11 | ジクロロメタン | 第一種               |
| 12 | 四塩化炭素 | 第一種               |
| 13 | 1,2-ジクロロエタン | 第一種               |
| 14 | 1,1-ジクロロエチレン | 第一種               |
| 15 | 1,2-ジクロロエチレン | 第一種               |
| 16 | 1,1,1-トリクロロエタン | 第一種               |
| 17 | 1,1,2-トリクロロエタン | 第一種               |
| 18 | 1,3-ジクロロプロペン | 第一種               |
| 19 | テトラメチルチウラムジスルフイド(別名チウラム) | 第三種               |
| 20 | 2-クロロ-4·6-ビス(エチルアミノ)-s-トリアジン(別名シマジン) | 第三種               |
| 21 | S-4-クロロベンジル=N·N-ジエチルチオカルバマート(別名チオベンカルブ) | 第三種               |
| 22 | ベンゼン | 第一種               |
| 23 | セレン及びその化合物 | 第二種               |
| 24 | ほう素及びその化合物 | 第二種               |
| 25 | フッ素及びその化合物 | 第二種               |
| 26 | アンモニア、アンモニウム化合物、亜硝酸化合物及び硝酸化合物 |                      |
| 27 | 塩化ビニルモノマー |                      |
| 28 | 1,4-ジオキサン |                      |

環境省環境管理局水管理部「地下水をきれいにするために」パンフレットでは、2002年（平成14年）度までに地下水汚染が判明した事例は累積で3,791件としており、そのうち環境基準を超過している井戸が存在する事例は2,509件となっているが、これらの汚染原因は下表のとおり揮発性有機化合物（VOC）、重金属、硫酸・亜硝酸性窒素という3つの汚染物質に起因しているとしている。土壌汚染対策法では、上表では第1種特定有害物は揮発性有機化合物（トリクロロエチレンなど）、第2種特定有害物は重金属（カドミウムなど）を、第3種有害物は硝酸性・亜硝酸性窒素（ポリ塩化ビフェニルなど）にあたる。
| 汚染物質   | 揮発性有機化合物（VOC） | 重金属 | 硝酸・亜硝酸性窒素                                                                                                 |
| ---------- | --- | --- | --- |
| 性質       | 揮発性、低粘性で水より重く、土壌・地下水中では分解されにくい。土壌中を浸透し、地下水に移行しやすい（ベンゼンは水より軽く、他のVOCと比べると分解されやすい）。 | 水にわずかに溶解するが、土壌に吸着され易いため移動しにくい（重金属によっては水に溶けやすく、動きやすいものもある）。                         | 土壌に吸着されにくく、地下水に移行しやすい。土壌中の微生物のはたらきにより、アンモニア性窒素等が酸化されて生じる。 |
| 汚染の原因 | 溶剤使用・処理過程の不適切な取扱い、漏出。廃溶剤等の不適正な埋立処分、不法投棄など。                                                                          | 保管・製造過程の漏出、排水の地下浸透、廃棄物の不適正な埋立処分、自然由来など。                                                               | 過剰な施肥、家畜排せつ物の不適正な処理、生活排水の地下浸透など。                                                   |
| 汚染の特徴 | 地下浸透しやすく深部まで汚染が広がることがある。液状のままやガスとしても土壌中に存在する。                                                                    | 移動性が小さいため、一般に汚染が局所的で深部まで拡散しない場合が多い。自然由来（土壌からの溶出）によって地下水環境基準を超過することもある。 | 農地など汚染源そのものに広がりを持つため、汚染が広範囲に及ぶことが多い。                                           |
| 備考       | トリクロロエチレン、テトラクロロエチレン等は分解してシス-1,2-ジクロロエチレンや、1,1-ジクロロエチレン等に変化することがある。                                 | 六価クロム等の陰イオンの形態をとるものは、土壌に吸着されにくいため、地下深部まで汚染が及び、また広範囲に汚染が広がることもある。             | 土壌への窒素負荷を完全になくすことは、困難である。                                                                 |

## 日本における地下水汚染問題
地下水中に溶存している有用物質を使用することを目的とする温泉やかん水（天然ガスを含む地下水）のような施設において、その使用後の排水（例えば温泉において浴用施設等の使用後）は、水質汚濁防止法、鉱山保安法による排水規制を受ける。
国や自治体の施策上の地下水汚染は、対象が地下水のみの汚染状態を示している。地下水は帯水層という地層中（土壌層も含む）の中を流れている。すなわち、地下水が汚染されていればその入れ物である帯水層自体も汚染されていると考えられる。しかし国や自治体の施策では、地下水のみを取り扱い、土壌については、土壌汚染という別な分野として扱われている。このように地下水と土壌に分離する施策は、日本独自の特徴である。

### 原因が化学物質の場合
国土交通省の「今後の地下水利用のあり方に関する懇談会（佐藤邦明座長）」報告書には今後の地下水利用のあり方に関する提言として、地下水資源マネジメントの推進が挙げられている。この中で、地下水汚染等の現状を把握し適切な管理を行うことが社会的問題の解決に繋がるとの指摘がある。

#### 環境基準を超過した事例

##### ダイオキシン類
環境省が発表した平成19年度ダイオキシン類に係る環境調査結果によると地下水のダイオキシン類に関する環境基準（1pg-TEQ/L 以下）を下記の地点で超過していた。
- 福島県（相馬市蒲庭）：平均値2.4pg-TEQ/L (最大値3.1)
- 大分県（大分市廻栖野）：平均値1.7pg-TEQ/L(最大値2.1)

##### 重金属や有機化合物等
平成20年（2008年）千葉県柏市で食品工場の地下水において問題が発生し、大量の商品回収などを行い、周辺地域では大量の廃棄物と多額の経済的損失が発生した。
環境省が発表した平成１９年度地下水質測定結果によると、地下水の環境基準を下記の地点で超過していた。
- 鉛：東京都練馬区西大泉
- 六価クロム：滋賀県草津市矢倉、佐賀県基山町宮浦
- 砒素：兵庫県豊岡市若松
- 総水銀：福井県越前市家久町
- 四塩化炭素：千葉県千葉市稲毛区長沼町
- 1,2-ジクロロエタン：大阪府高槻市下田部町
- 1,1-ジクロロエチレン：千葉県野田市木間ヶ瀬
- シス-1,2-ジクロロエチレン：秋田県由利本荘市大浦、新潟県弥彦村美山、同上越市新光町、同燕市灰方、神奈川県川崎市川崎区堤根、大阪府高槻市桃園町
- 1,1,2-トリクロロエタン：宮崎県延岡市別府町
- トリクロロエチレン：福岡県福岡市香椎駅前
- テトラクロロエチレン：北海道旭川市大町、宮城県栗原市築館萩沢、福島県須賀川市小作田、千葉県松戸市紙敷、同船橋市二宮１丁目、大阪府松原市上田、兵庫県明石市魚住町、福岡県福岡市田島、同福岡市香椎駅前、同北九州市若園
- ベンゼン：福井県越前市家久町
- ふっ素：岐阜県御嵩町美佐野
- ほう素：青森県五所川原市柏原町

### 原因が細菌等の生物の場合
- O157：1990年に埼玉県浦和市（現在のさいたま市）の幼稚園において、園内に給水されていた井戸水の飲用により、園児死者2名、有症者268名の集団感染が発生した。
- 赤痢：1998年に長崎県長崎市内の私立大学および附属高校において､同大学構内に設置されていた井戸水の飲用により、感染者が821名の長崎県内では過去最大規模の集団感染が発生した。

## アメリカ合衆国における地下水汚染問題
アメリカ合衆国では約50万か所で土壌汚染や地下水汚染が発見されており、ラブキャナルなどでは深刻な問題となっている。
土壌汚染・地下水汚染対策としてスーパーファンド法が制定され、関連企業が浄化のための基金を拠出したが訴訟費用のために多くが使われ浄化のためにはあまり利用されなかった。そのため石油や指定された化学物質（42種類）に対して課税され、これを基金に土壌や地下水の浄化対策が行われている。